# Wow (chanson de Kate Bush)
Pour les articles homonymes, voir Wow.
Pour un article plus général, voir Discographie et vidéographie de Kate Bush.
Singles de Kate Bush
Hammer Horror
(1978) Symphony in Blue
(1979)
Pistes de Lionheart
In Search of Peter Pan Don't Push Your Foot on the Heartbrake
Wow est une chanson de Kate Bush présente sur son deuxième album de 1978, Lionheart. Elle est sortie en mars 1979 en tant que deuxième single de cet album, et s'est retrouvée dans le top 20 des ventes au Royaume-Uni.

## Source
- (en) Cet article est partiellement ou en totalité issu de l’article de Wikipédia en anglais intitulé « Wow (Kate Bush song) » (voir la liste des auteurs).